# Agrius cingulata
Agrius cingulata is een vlinder uit de familie van de pijlstaarten (Sphingidae).

## Kenmerken
De vlinder lijkt sterk op de windepijlstaart, maar de tekening op het lijf is helder roze, bij de windepijlstaart is die meer roodroze. De spanwijdte is 95 tot 120 mm. 

## Leefwijze
De imago heeft een lange roltong en drinkt daarmee voornamelijk uit diepe bloemen, zoals de maanbloem, diverse soorten winde en petunia.

## Verspreiding en leefgebied
De soort komt voor van Argentinië en Brazilië tot het zuidoosten van de Verenigde Staten, maar ook noordelijker en zuidelijker als trekvlinder. Van de soort zijn enkele waarnemingen bekend uit Portugal en West-Afrika, waarschijnlijk betreft het exemplaren die vanuit Brazilië zijn gekomen.

## De rups en zijn waardplanten
Ook de rups lijkt sterk op de rups van de windepijlstaart, en kent diverse kleurvarianten. De rups wordt in het laatste stadium 90 tot 100 mm lang. De soort gebruikt Datura, zoete aardappel (Ipomoea batatas) en andere Convolvulaceae als waardplanten. In de teelt van zoete aardappel kan dit soms het karakter van een plaag krijgen.

## Foto's

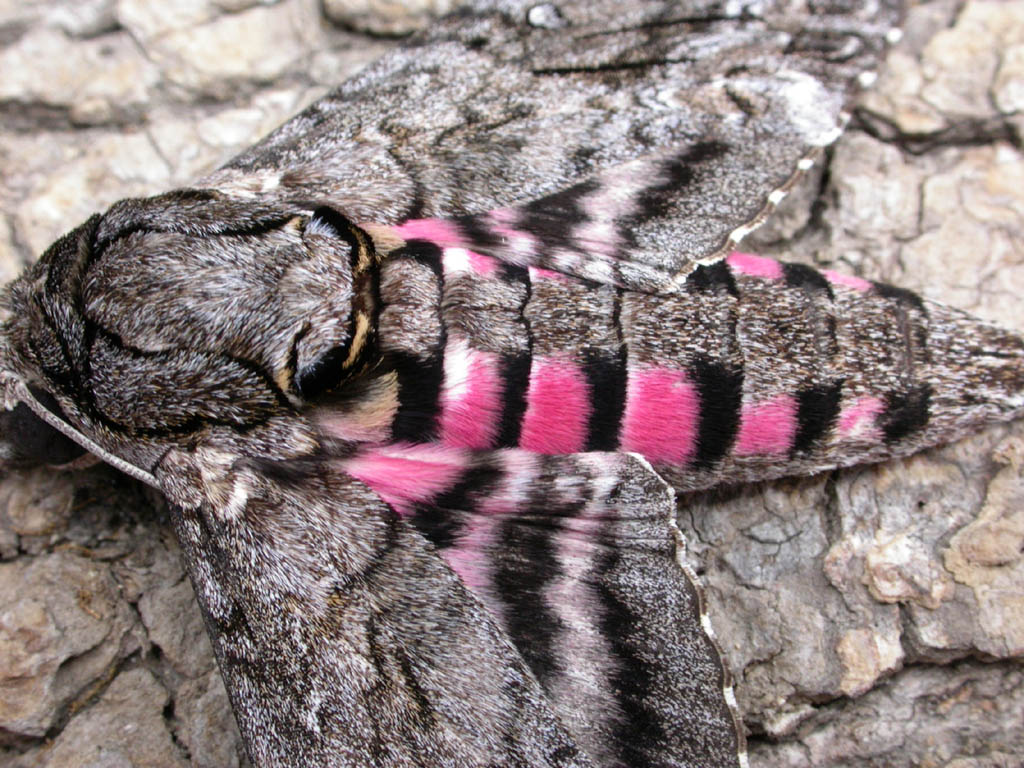
Met open vleugels
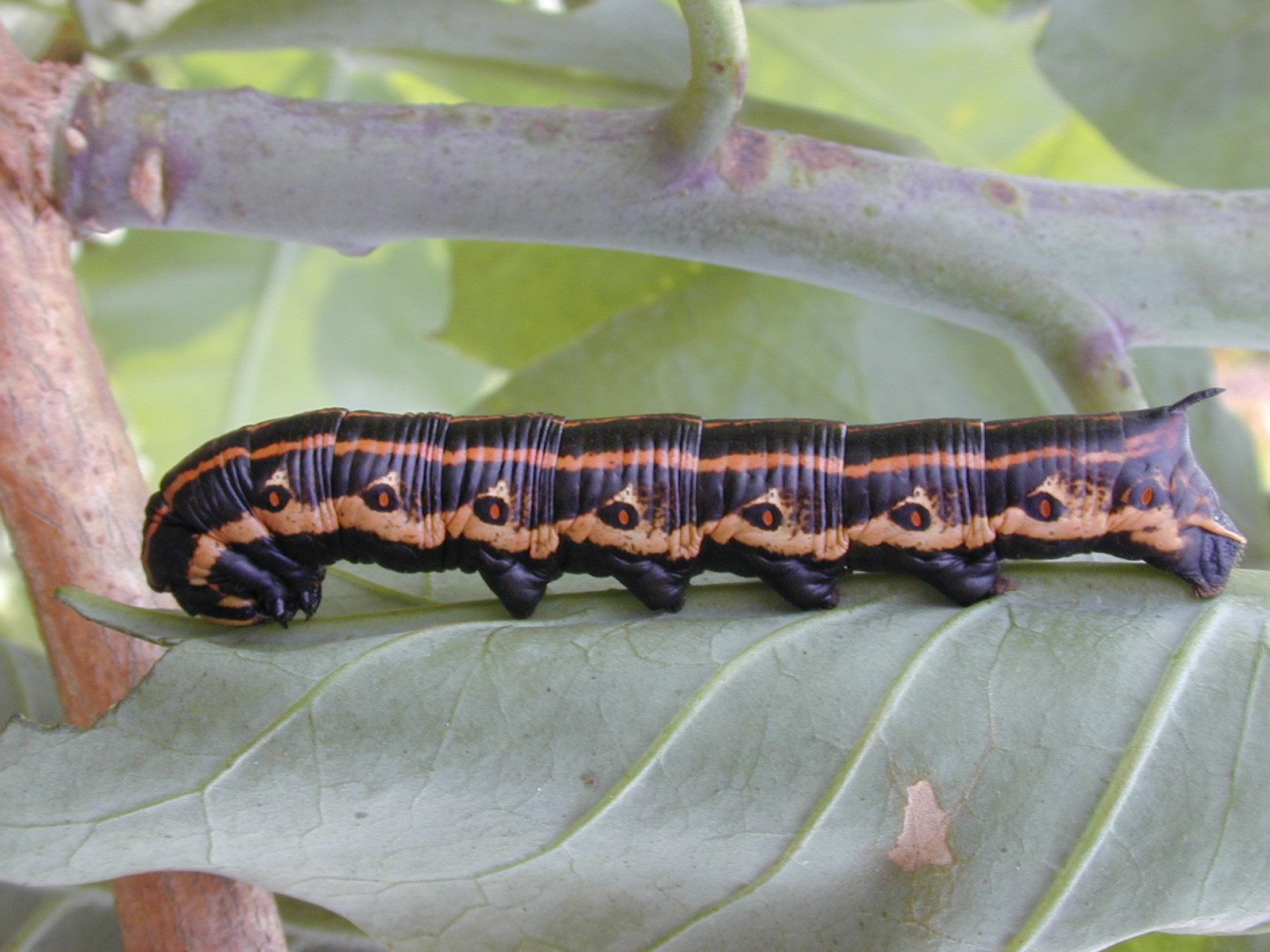
Rups, zwarte vorm
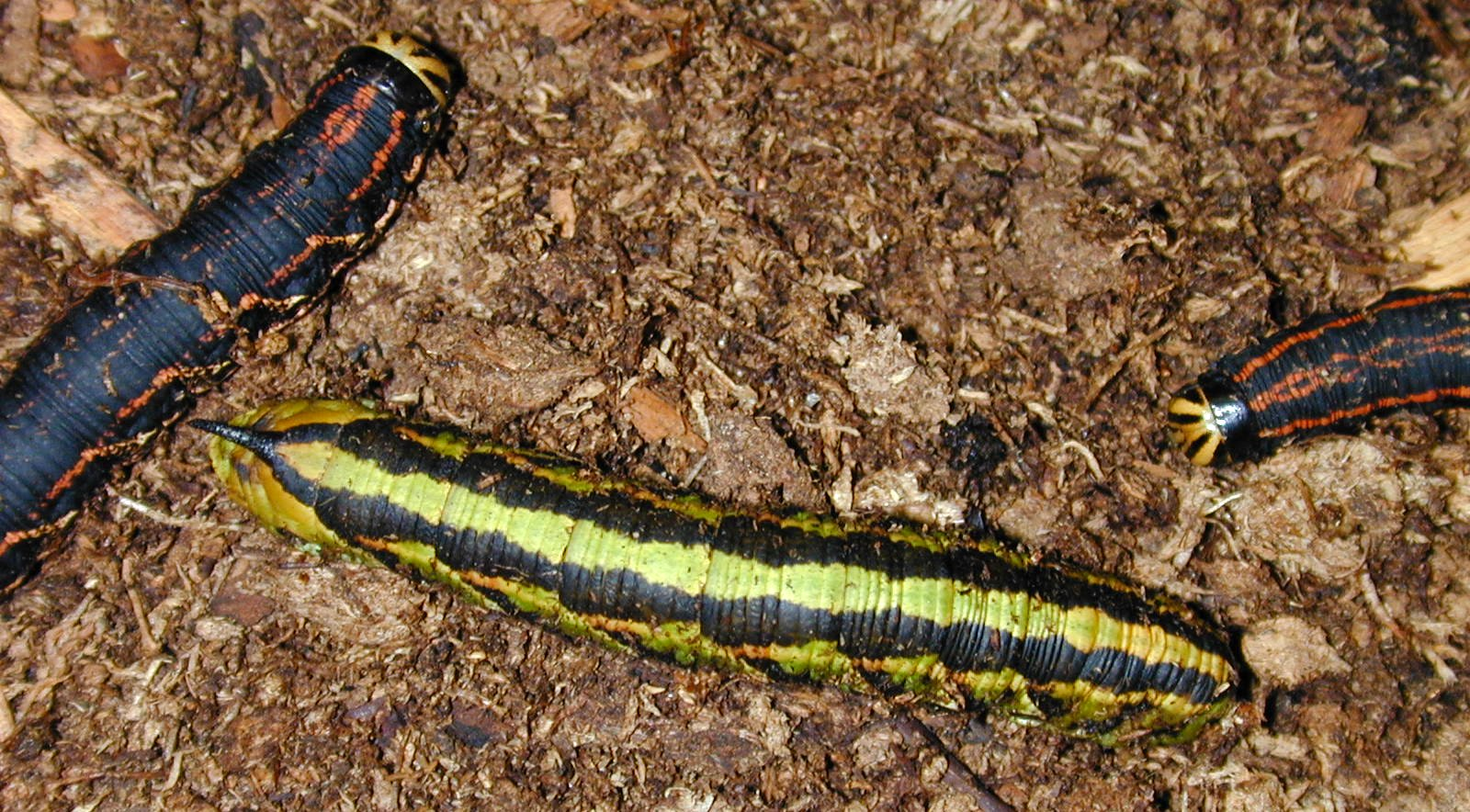
Rups, groene vorm